# Гуарроман
Гуарроман (ісп. Guarromán) — муніципалітет в Іспанії, у складі автономної спільноти Андалусія, у провінції Хаен. Населення — 2909 осіб (2010).
Муніципалітет розташований на відстані близько 250 км на південь від Мадрида, 47 км на північ від Хаена.
На території муніципалітету розташовані такі населені пункти: (дані про населення за 2010 рік)
- Адельфар: 1 особа
- Ель-Альтіко: 1 особа
- Кольядо-дель-Лобо: 0 осіб
- Гуарроман: 2821 особа
- Мартін-Мало: 35 осіб
- Лос-Ріос: 20 осіб
- Сокуека: 31 особа

## Демографія
Динаміка населення (INE ):